# Nacionalni arheološki muzej Neaplja
Nacionalni arheološki muzej Neaplja (italijansko Museo Archeologico Nazionale di Napoli) je pomemben italijanski arheološki muzej, zlasti za najdbe iz rimskega obdobja. V muzeju so dela iz grškega, rimskega in renesančnega obdobja. Zelo pomembne so najdbe iz bližnjih Pompejev, Stabija in Herkulaneja. Muzej je bil ustanovljen leta 1816 kot Kraljevi muzej Bourbonov (italijansko Real Museo Borbonico). 

## Zgradba
Muzejska palača je bila zgrajena leta 1585 kot konjeniška vojašnica. Od leta 1616 do 1777 je bil v njej sedež Univerze Neaplja. V 19. stoletju je potem, ko je že postala muzej, je doživela številne prezidave.

## Zbirke
Muzej gosti obširne zbirke grških in rimskih starin. Jedro muzeja tvori tako imenovana Farnesejeva zbirka, zbirka kardinala Alessandra Farneseja, kasnejšega papeža Pavla III.  (1534-1549). Iz njegove zbirke so razstavljene gravirane geme, vključno s Farnesejevim vrčem, ptolemajsko skledo iz ahata in zbirko gem Cosima de' Medici starejšega in  Lorenza Medičejskega Veličastnega iz 15. stoletja, in marmorni kipi. Med pomembnimi drugimi predmeti so Herkulanski papirusi, zogleneli v izbruhu Vezuva in odkriti v Vili papirusov po letu 1752.

### Marmorni kipi
Velik del muzeja je namenjen zbirki klasičnih marmornih kipov, večinoma iz Farnesejeve zbirke. Pomembne so rimske kopije klasičnih grških kipov, predvsem kiparjev Kalamida, Kritija in Nesioda, katerih izvirna dela so se izgubila. Številni kipi, predvsem veliki, so se pred nekaj leti premestili v Muzej Capodimonte. 
- Farnezijski Herkul,  ki je utrdil podobo Herkula v evropski domišljiji.
- Farnesejev Atlas, najstarejši prikaz Atlasa iz grške mitologije in najstarejši prikaz  zahodnih ozvezdij, ki morda temelji na Hiparhovem zvezdnem katalogu
- Farnezijski bik, ki se šteje za največji v antiki izdelan kip
- Harmodij in Aristogiton,  rimska kopija bronastega kipa z atenske agore
- Afrodita Kalipigos
- Farnezijska Artemida, rimska kopija grškega izvirnika
- zbirka doprsnih kipov rimskih cesarjev
- drugi rimski kipi, večinoma kopije grških izvirnikov, ki so nekoč krasili Karakalove terme v Rimu

### Bronasti kipi iz Vile papirusov
V muzeju je velika zbirka antičnih rimskih bronastih kipov iz Vile papirusov v Herkulanumu. Med najpomembnejše spadajo Sedeči Hermes,  razkrečeni Pijani satir, doprsni kip Tespisa, kip, v katerem nekateri vidijo Seneko,  drugi pa Hezioda, in par izjemno  živahnih tekačev.

### Mozaiki
V muzejski zbirki mozaikov so številni pomembni mozaiki iz ruševin Pompejev in drugih naselij pod Vezuvom. V zbirki je Aleksandrov mozaik iz Faunove hiše v Pompejih, izdelan okoli leta 100 pr. n. št. Na njem je upodobljena bitka armad Aleksandra Velikega in Dareja III. Perzijskega. Na drugem mozaiku, odkritem v Vili mozaikov v Pompejih,  je upodobljena borba gladiatorjev.

### Egipčanska zbirka
V muzeju je približno 2.500 najdb iz Starega Egipta. V Italiji imajo večje egipčanske zbirke samo muzeji v Torinu, Firencah in Bologni. V zbirki so predvsem predmeti iz dveh zasebnih zbirk, ki sta jih zbrala kardinala Stefano Borgia v 18. stoletju in Picchianti v prvih letih 19. stoletja. Zbirki sta razstavljeni v ločenih prostorih, v prostoru med njima pa so psevdoegipčanski predmeti iz Pompejev in drugih mest v Kampaniji. V zbirkah so predmeti od Starega kraljestva (2700-2200 pr. n. št.) do ptolemajsko-rimskega obdobja Egipta.

### Tajni kabinet
Tajni kabinet ali Tajna soba je bil del bourbonskih zasebnih prostorov, v katerih so hranili obsežno zbirko erotičnih predmetov, večinoma izkopanih v Pompejih in Herkulanu. Dostop vanje je bil dovoljen samo odraslim moralnim osebam. Po revoluciji leta 1848 je kraljeva vlada predlagala, da se prostori porušijo, da ne bi poltenost  omadeževala moralnosti monarhije. Takratni direktor Kraljevega muzeja Bourbonov je namesto rušenja v vhodna vrata vgradil tri ključavnice, katerih ključe so imeli direktor muzeja, kontrolor muzeja in dvorni komornik. Leta 1851 je cenzor v tajne prostore prestavil tudi kip gole Venere in zazidal vhodna vrata v upanju, da bodo na prostore pozabili.
Septembra 1860 je Neapelj osvobodil Garibaldi svojo vojsko in ukazal, da se zbirka odpre za javnost. Ker dvornega komornika ni bilo več v Neaplju, so v prostore vlomili. V Kraljevini Italiji je bila ponovno uvedena cenzura. Prostori so bili zaprti do fašistične Italije, ko so prostori postal dostopni z dovoljenjem ministra za šolstvo v Rimu. Po drugi svetovni vojni je cenzura trajala do leta 1967 oziroma 1971, ko je Ministrstvo za šolstvo izdalo nove predpise v zvezi z dostopom do tajnih prostorov. Proti koncu 20. stoletja so bili prostori povsem obnovljeni in aprila 2000 odprti za javnost. Obiskovalcem, mlajšim od 14 let, je vstop dovoljen samo v spremstvu odraslih.

## Galerija
- Farnezijski Atlant, 2. stoletje pr. n. št.
- Farnezijski bik, Michelangelova rekonstrukcija
- Heron in kobra, rimska freska iz Hiše napisov v Pompejih (45–79 n. št.)
- Katalog rib, rimski mozaik
- Ribe in race, rimski mozaik
- Ahil in Agamemnon, rimski mozaik
- ‘Cave canem’, mozaik
- Ahil predaja Agamemnonu anatolsko kraljico Briseis, freska iz Hiše tragičnega pesnika v Pompejih, 1. stoletje n. št.
- Relief iz Tajnega kabineta